# Freddy, die Gitarre und das Meer
Freddy, die Gitarre und das Meer ist ein deutscher Spielfilm von Wolfgang Schleif aus dem Jahr 1959.

## Handlung
Matrose Freddy ist in Genua als blinder Passagier an Bord eines Frachters gegangen, der nach Kanada fährt. In Hamburg sieht er einen kleinen Jungen, der sich heimlich an Bord schleicht. Er rettet ihn, als Fracht verladen wird, die ihn fast erschlägt. Der Kapitän entdeckt beide und jagt sie von Bord. Freddy will nach Kanada, weil er dort Land geerbt hat, hat jedoch kein Geld für die Überfahrt. Mit dem Jungen, der sich ihm als Stefan vorstellt, begibt er sich zu einem Lagerhaus, in dem das Kind sich eine kleine Bleibe geschaffen hat. Stefan ist ein Waisenjunge, der aus dem Heim ausgerissen ist. Er würde am liebsten mit Freddy nach Kanada gehen.
Stefan erhält von Journalistin Katja Kleingeld, als er ihr die Wagentür aufhält. Sie verliert dabei einen 50-DM-Schein, den Stefan heimlich aufhebt. Freddy jedoch ist ehrlich und gibt Katja den Schein zurück. Später erbettelt sich Freddy in der Kneipe Onkel Max bei Kellnerin Susi eine Boulette für 50 Pfenninge, die er Stefan gibt. Er behauptet, Katja habe ihm eine Boulette geschenkt, die er bereits in der Kneipe gegessen habe. Er bringt Stefan in das Versteck und will gehen, um für beide ein Frühstück für den nächsten Morgen zu organisieren. Damit Stefan weiß, dass er zurückkommen wird, leiht er ihm seine Taschenuhr, ein Erbstück. 
In der Kneipe spielt Freddy ein Lied, das ihm nicht nur einige Getränke, sondern auch die Aufmerksamkeit von Katja einbringt. Sie erinnert sich an den Mann, der ihr das verlorene Geld zurückgegeben hat, und ist von seiner Stimme fasziniert. Sie würde ihn gerne groß herausbringen. Susi wiederum verspricht ihm etwas Essen, doch flieht Freddy, als Polizisten in der Kneipe erscheinen. Susi weiß, wo er und Stefan sich aufhalten, und sucht beide nach Ladenschluss auf. Sie erscheint am nächsten Tag erneut und alle drei gehen auf den Rummel. Hier wird Freddy vom Matrosen Jan erkannt, der ihn auf einen Zwischenfall in Genua anspricht. Freddy behauptet, es handele sich um eine Verwechslung, doch schwört Jan, ihn wiederzufinden. Später erscheint er im Onkel Max, doch lügt Susi für ihn. Ihr Bekannter heiße nicht Freddy. Als sie ihn mit Geld bestechen will, gibt Jan ihr das Geld zurück.
Freddy hat unterdessen versucht, seine Uhr zu verkaufen. Er sieht dabei Katja wieder, die anbietet, die Uhr für ihn zu verkaufen. Da Freddy und Stefan das Lagerhaus räumen mussten und Stefan bei Susi untergekommen ist, lässt sich Freddy von Katja mit zu ihrem Haus nehmen. Katja nimmt ein Demo-Tape mit Freddys Gesang auf. Zudem reicht sie ihm 800 Mark – die Summe für die an einen Sammler verkaufte Uhr. Mit dem Geld könnte Freddy die Überfahrt nach Kanada bezahlen. Er will Susi mitnehmen, die jedoch glaubt, er habe eine Affäre mit Katja. Stefan wiederum wird von der Polizei gefasst und zurück ins Waisenhaus gebracht, als er dem Sammler als vermeintlichem Dieb Freddys Uhr abnehmen will. Jan trifft Freddy wieder und eröffnet ihm, dass die Fahndung nach ihm wegen Mordes – Freddy war in Genua in eine Schlägerei verwickelt, bei der ein Mann erstochen wurde – fallengelassen wurde. Auf der Polizeiwache wird Freddy dies bestätigt. Er ist nun ein freier Mann. 
Freddy überzeugt Susi von seiner Liebe zu ihr. Katja hat ihm über ihre Kontakte eine kostenfreie Überfahrt nach Kanada organisiert und Freddy will Susi mitnehmen. Sie überzeugt ihn, allein vorzufahren, da er sonst kein Geld mehr habe, um sich in Kanada ein neues Leben aufzubauen. An Bord erwartet Freddy eine Überraschung. Jan hat Stefan heimlich aus dem Kinderheim geholt und in einem Seesack an Bord gebracht. Stefan wird als blinder Passagier mit nach Kanada kommen und Freddy ist glücklich darüber.

## Produktion
Freddy, die Gitarre und das Meer war der erste einer Reihe von Freddy-Filmen mit Freddy Quinn in der Hauptrolle. Der Film wurde von Februar bis März 1959 in Hamburg und Cuxhaven gedreht. Die Kostüme schuf Eva Maria Schröder, die Filmbauten stammen von Gabriel Pellon und Peter Röhrig. Der Film erlebte am 28. April 1959 in der Hamburger Passage seine Premiere.
Im Film sind folgende Lieder zu hören:
- Freddy Quinn: Die Gitarre und das Meer
- Freddy Quinn: Die Nacht vergeht so schnell
- Freddy Quinn: Du brauchst doch immer wieder einen Freund
- Vickie Henderson: Ich bin happy mit dir
- La Paloma – Cha-Cha-Cha

## Kritik
Die Filmblätter empfahlen den Film „für Freddy-Freunde und gern Gerührte“. Für den film-dienst war Freddy, die Gitarre und das Meer „eine mitunter sentimentale Schnulze nach konfektioniertem Drehbuch“.

## Auszeichnung
Freddy, die Gitarre und das Meer erhielt 1960 einen Bambi in der Kategorie „kassenstärkster Film deutsch“.